# Gaetano de Ruggiero
Pour les articles homonymes, voir Ruggiero.
Gaetano de Ruggiero (né le 12 janvier 1816 à Naples et mort le 9 octobre 1896 à Rome) est un cardinal italien du XIXe siècle.

## Biographie
Gaetano de Ruggiero exerce diverses fonctions au sein de la Curie romaine, notamment à la chancellerie comme apostolique et comme économe et secrétaire de la fabrique de Saint-Pierre. 
Le pape Léon XIII le crée cardinal lors du consistoire du 24 mai 1889. Le cardinal de Ruggiero est préfet de l'économie de la Congrégation pour la Propaganda Fide.

## Sources
- Fiche sur le site fiu.edu